# TSV Neumarkt
Der Turn- und Sportverein Neumarkt am Wallersee, kurz TSV Neumarkt am Wallersee oder einfach nur TSV Neumarkt, ist ein Fußballverein aus der im Bundesland Salzburg gelegenen Gemeinde Neumarkt am Wallersee. Durch den Gewinn des Meistertitels in der 1. Salzburger Landesliga stieg der Verein im Sommer 2009 in die dritthöchste Leistungsstufe auf und spielt nunmehr in der Regionalliga West.

## Kurze Geschichte
Die erste Gründung erfolgte bereits im Jahr 1922, ein Umstand, der den Fußballklub, der bereits damals dem Salzburger Fußball-Verband beitrat und kurzfristig auch an der Meisterschaft teilnahm, zu einem der ältesten des Bundeslandes Salzburg macht. Während des Zweiten Weltkrieges musste der Spielbetrieb eingestellt werden. Nach Kriegsende wurde der TSV Neumarkt wie alle Salzburger Vereine zwangsaufgelöst und am 6. November 1947 als ATSV (Arbeiter- Turn- und Sportverein) Neumarkt erneut gegründet.

## Aktuelles
In der Saison 2008/09 erzielte der Verein aus dem Flachgau mit dem Gewinn des Meistertitels in der 1. Salzburger Landesliga einen weiteren Höhepunkt seiner langen Vereinsgeschichte und krönte seinen sportlichen Erfolg mit dem erstmaligen Aufstieg in die Regionalliga West.
Der TSV Neumarkt spielt damit in der Saison 2009/10 erstmals seit 1969/70 wieder in der dritthöchsten Leistungsstufe im österreichischen Fußball. Dem Verein steht für die Heimspiele der Kunstrasenplatz der Gemeinde Neumarkt am Wallersee zur Verfügung. 
Die Meistermannschaft setzte sich aus folgenden Spielern zusammen: Torhüter: Daniel Brunnauer, Amandus Kuenstner, Abwehrspieler: Karl Lassacher, Thomas Lehenbauer, Markus Rohrmoser, Bernhard Stöckl, Stefan Weber; Mittelfeldspieler: Adis Cehic, Marcel Eberharter, Andreas Fenninger, Thomas Fenninger, Florian Goiginger, Robert Hirnsperger, Alexander Madlmayr, Donald Unterholzner; Stürmer: Stefan Bischof, Robert Fuschlberger, Werner Promberger, Halid Seljpic, Drazen Veselinovic, Alfred Zieher.